# Susanna Simon
Susanna Simon (* 23. Juli 1968 in Alma-Ata, Kasachische SSR, Sowjetunion) ist eine deutsche Schauspielerin. Einem breiteren Publikum wurde sie vor allem durch das Melodram Rache für mein totes Kind (1998) sowie den Mehrteiler Jahrestage (2000) bekannt. Sie spielte bislang in über 100 Film- und Fernsehproduktionen mit.

## Privatleben
Der Vater Susanna Simons stammt aus Leipzig und studierte Mathematik in Leningrad. Dort lernte er ihre Mutter Olga kennen, eine Sowjetrussin aus Kasachstan, die dort Elektronik studierte, und heiratete sie. Da ihre Eltern noch studierten, wuchs Susanna zeitweise bei den Großeltern in Kasachstan auf.
Ihre Eltern siedelten nach Studienende 1973 nach Leipzig in die DDR über. Dort kam 1976 ihre Schwester Maria Simon zur Welt, die ebenfalls Schauspielerin ist. Als Susanna Simon 15 war, trat ihr Vater als Computerfachmann eine Stelle als UNO-Mitarbeiter in New York an. Die Mädchen durften nicht mit den Eltern ausreisen und wuchsen daher bei den Leipziger Großeltern auf.
Susanna Simon ist Mutter von zwei Töchtern und lebt mit ihrer Familie in Berlin.

## Karriere
Simon besuchte ab 1988 die Hochschule für Schauspielkunst „Ernst Busch“ Berlin und schloss diese 1991 mit dem Diplom ab. Sie erhielt Engagements am Deutschen Theater in Berlin, am Maxim Gorki Theater, am Schillertheater und den Münchner Kammerspielen, wo sie u. a. in den Theaterstücken Was ihr wollt, Die Ratten, Ein Sommernachtstraum und Geschichten aus dem Wiener Wald spielte.
1992 gab Simon in Egon Günthers Fernsehfilm Lenz in der Rolle der Friederike ihr Filmdebüt. Einem breiteren Publikum wurde sie vor allem durch das Melodram Rache für mein totes Kind (1998) sowie den Mehrteiler Jahrestage (2000) bekannt. 1999 war sie gemeinsam mit Guildo Horn in Tach, Herr Dokter! – Der Heinz-Becker-Film und Waschen, schneiden, legen auf der Kinoleinwand zu sehen. 2008 spielte sie in dem Katastrophenfilm Die Hitzewelle – Keiner kann entkommen von Gregor Schnitzler die Hauptrolle der Hydrologin Dr. Martina Fechner.  2014 war sie in der ARD-Weihnachtskomödie Alle unter eine Tanne als Filmtochter von Gaby Dohm unter ihrem richtigen Vornamen Susanna zu sehen.
Neben ihrer Mitwirkung in zahlreichen Film- und Fernsehproduktionen übernahm sie mehrfach Gastrollen in verschiedenen Krimiserien, u. a. in Wolffs Revier, Ein Fall für zwei, Polizeiruf 110, Tatort, Donna Leon Stolberg, Ein starkes Team, Der Alte, Der Bozen-Krimi und in den verschiedenen SOKO-Sendeformaten. Von 2008 bis 2011 hatte sie als Dr. Carlotta Edelhardt eine feste Serienrolle in der Sat.1-Krankenhausserie Dr. Molly & Karl. 2017 spielte sie in der Fernseh-Trilogie Eltern allein zu Haus gemeinsam mit Walter Sittler das Ehepaar Winter. Seit 2020 verkörpert sie neben Valerie Niehaus und Dirk Borchardt in der ZDF-Herzkinoreihe Nächste Ausfahrt Glück die Rolle der Sybille Stadler, die einstige Jugendfreundin von Juri.

## Filmografie

### Filme
- 1992: Lenz
- 1994: Mesmer
- 1994: Endloser Abschied
- 1995: Flirt
- 1996: Liebe, Leben, Tod
- 1997: Tödlicher Duft
- 1997: Dein Tod ist die gerechte Strafe
- 1997: Schlank bis in den Tod
- 1997: Winterkind
- 1998: Die heilige Hure
- 1998: Zur Zeit zu zweit
- 1998: Rache für mein totes Kind
- 1999: Das verflixte Babyjahr – Nie wieder Sex?!
- 1999: Tach, Herr Dokter! – Der Heinz-Becker-Film
- 1999: Waschen, schneiden, legen
- 1999: Paul und Clara – Liebe vergeht nie
- 2000: Victor – Der Schutzengel
- 2000: Mord im Swingerclub
- 2000: Vor Sonnenuntergang
- 2000: Jahrestage (Mehrteiler)
- 2001: Liebesschuld
- 2001: Große Liebe wider Willen
- 2001: Der Verleger
- 2002: Vittorio – Momente des Glücks
- 2002: Flitterwochen im Treppenhaus
- 2003: Schöne Lügen
- 2003: Geheimnisvolle Freundinnen
- 2003: Freundinnen für immer
- 2003: Wunschkinder und andere Zufälle
- 2006: Die Krähen
- 2006: Geküsst wird vor Gericht
- 2006: Die Hochzeit meiner Töchter
- 2007: Albert – Mein unsichtbarer Freund
- 2007: Manatu – Nur die Wahrheit rettet Dich
- 2007: Max Minsky und ich
- 2008: Späte Rache – Eine Familie wehrt sich
- 2008: Die Hitzewelle – Keiner kann entkommen
- 2008: Mamas Flitterwochen
- 2010: Nachhilfe in Liebe
- 2010: Zurück zum Glück
- 2010: Wie ein Licht in der Nacht
- 2012: Idiotentest
- 2013: Harry nervt
- 2014: Die Staatsaffäre
- 2014: Weihnachten für Einsteiger
- 2014: Die Lichtenbergs – zwei Brüder, drei Frauen und jede Menge Zoff
- 2014: Alle unter eine Tanne
- 2015: Hangover in High Heels
- 2017: Jugend ohne Gott
- 2020: Ziemlich russische Freunde
- 2022: Extraklasse – On Tour

### Fernsehserien und -reihen
- 1992: Wolffs Revier (Folge Notwehr)
- 1994, 2016: Ein Fall für zwei (verschiedene Rollen, 2 Folgen)
- 1995: Gegen den Wind (Folge Blindflug)
- 1996: Friedemann Brix – Eine Schwäche für Mord (Folge Im Dienst der Wissenschaft)
- 1996: Polizeiruf 110: Lauf oder stirb
- 1998: Heimatgeschichten (Folge Ein rettender Engel)
- 1998: Balko (Folge Null Toleranz)
- 2000: Tatort: Bittere Mandeln
- 2000: Tatort: Die Möwe
- 2003: Donna Leon – Venezianisches Finale
- 2005: Polizeiruf 110: Heimkehr in den Tod
- 2006: Der Elefant – Mord verjährt nie (Folge Hundsheim)
- 2007: Deadline – Jede Sekunde zählt (Folge Rache)
- 2007: Stolberg (Folge Die letzte Vorstellung)
- 2008: Ein starkes Team: Hungrige Seelen
- 2008–2011: Dr. Molly & Karl (13 Folgen)
- 2009, 2010: Der Alte (verschiedene Rollen, 2 Folgen)
- 2010: Liebe am Fjord – Sommersturm
- 2011, 2012: SOKO Wismar (verschiedene Rollen, 2 Folgen)
- 2011, 2022: Der Staatsanwalt (verschiedene Rollen, 2 Folgen)
- 2013: SOKO Köln (Folge Der Kinderzimmermillionär)
- 2013: Polizeiruf 110: Vor aller Augen
- 2013: Wilsberg: Hengstparade
- 2015, 2022: Letzte Spur Berlin (verschiedene Rollen, 3 Folgen)
- 2016: Einfach Rosa – Die zweite Chance
- 2016: Friesland: Klootschießen
- 2016: Zorn – Wie sie töten
- 2016: Die Diplomatin – Entführung in Manila
- 2017: Eltern allein zu Haus (Trilogie)
  - 2017: Die Schröders (Film 1)
  - 2017: Die Winters (Film 2)
  - 2017: Frau Busche (Film 3)
- 2019–2020: Der Bozen-Krimi (Fernsehreihe)
  - 2019: Mörderisches Schweigen
  - 2019: Gegen die Zeit
  - 2020: Blutrache
  - 2020: Tödliche Stille
  - 2020: Zündstoff
- 2017: Die Spezialisten – Im Namen der Opfer (Folge Sommermärchen)
- 2017: Das Kindermädchen – Mission Mauritius
- 2018: SOKO München (Folge Duftspuren)
- 2019: Hotel Heidelberg: … Wer sich ewig bindet
- 2019: Hotel Heidelberg: Wir sind die Neuen
- 2019: Lena Lorenz (Folge Geschwisterliebe)
- 2019: Familie Bundschuh – Wir machen Abitur
- seit 2021: Nächste Ausfahrt Glück (Fernsehreihe)
  - 2021: Juris Rückkehr
  - 2021: Beste Freundinnen
  - 2022: Der richtige Vater
  - 2022: Song für die Freiheit
  - 2023: Familienbesuch
  - 2023: Katharinas Entscheidung
  - 2024: Übers Ziel hinaus
  - 2024: Endlich ich
- 2021: In aller Freundschaft (Folge Beziehungsstatus kompliziert)
- 2021: SOKO Potsdam (Folge Ich weiß, wer du bist)